# 33056 Ogunimachi
33056 Ogunimachi è un asteroide della fascia principale. Scoperto nel 1997, presenta un'orbita caratterizzata da un semiasse maggiore pari a 2,4369141 UA e da un'eccentricità di 0,1620037, inclinata di 2,71748° rispetto all'eclittica.